# Рос
Рос (блр. Рось; рус. Россь) насељено је место са административним статусом варошице (городской посёлок) у југозападном делу Републике Белорусије. Административно припада Вавкавском рејону Гродњенске области.
Према подацима пописа становништва из 2009. у вароши је живело 5.400 становника.

## Географија
Варошица је смештена у северозападном делу Вавкавског рејона и лежи на облама реке Рос (притоке Њемена). Кроз варош пролази железница на линији Масти—Вавкависк. Налази се на око 15 км северно од града Вавкависка, на око 85 км југоисточно од Гродна и око 3 км северно од варошице Краснасељск. Кроз насеље пролази магистрални друм Вавкависк—Гродно.

## Историја
Насеље се у писаним документима први пут помиње 1404. као утврђење из периода Гринвалдске битке. Детаљнији описи датирају са почетка XVI века где се Рос помиње као насеље Навагрудског Војводства тадашње Велике Кнежевине Литваније.
Кроз насеље је 1886. прошла железница.
Административни статус вароши има од 1958. године.

## Демографија
Према резултатима пописа из 2009. у вароши је живело 5.700 становника.